# Pădarino, Tărgoviște
Pădarino (în bulgară Пъдарино) este un sat în comuna Omurtag, regiunea Tărgoviște,  Bulgaria. 

## Demografie
Componența etnică a satului Pădarino
     Turci (99,07%)
     Nicio identificare (0,36%)
     Altele (0,55%)
La recensământul din 2011, populația satului Pădarino era de 543 locuitori. Din punct de vedere etnic, majoritatea locuitorilor (99,07%) erau turci. Pentru 0,36% din locuitori nu este cunoscută apartenența etnică.